# Horacio Altuna
Horacio Altuna (né le 24 novembre 1941 dans la  province de Córdoba) est un auteur de bande dessinée argentin.

## Biographie
Très jeune, Altuna se passionne pour le dessin. Il est l'élève de Gianni Dalfiume, qui l'encourage à s'intéresser sérieusement à la bande dessinée. Son trait est à la fois réaliste et caricatural. Dans le milieu de la bande dessinée érotique, qu'il fréquente par le biais de publications dans le magazine Playboy, il rappelle Milo Manara, avec plus d'humour. Depuis 1982, il vit et travaille en Espagne. En 1986, il reçoit le prix Yellow Kid.

## Œuvres traduites en français
- Grand reporter [es: El Loco Chávez. Profesión: reportero ], Glénat, 1987, avec le scénariste Carlos Trillo.
- Les petites portes de M. Lopez [es: Las puertitas del Sr. López ], avec le scénariste Carlos Trillo.
- Charlie Moon [es: Charlie Moon ], avec le scénariste Carlos Trillo.
- Merdichesky [es: Merdichesky ], Campus, 1985, avec le scénariste Carlos Trillo.
- La dernière récré [es: El último recreo ], Glénat, 1986, avec le scénariste Carlos Trillo.
- Fictionnaire [es: Ficcionario ], ?, 1986.
- Chances [es: Chances ], Dargaud, 1986 /  Les Humanoïdes Associés, 1???.
- Imaginaire [es: Imaginario ], Dargaud, 1988 /  Les Humanoïdes Associés, 1???.
- Time/Out [es: Time/Out ], ?, 1???.
- Los Angeles Hot [es: Hot L.A. ], Soleil Productions, 2000.
- Fantasmagories [es: Tragaperras ], Dargaud, 1988 /  Les Humanoïdes Associés, avec le scénariste Carlos Trillo.
- Belle de nuit [es: Gato], Delcourt, 2015, collection Erotix
- Un peu plus d'une centaine d’histoires courtes pour Playboy, dont un certain nombre publiées en français dans :
  - Les Femmes selon Altuna, Chicago Editions, 1998[2].
  - Tranches de vie selon Altuna, Chicago Editions, 1998.
  - L'amour libre selon Altuna, Chicago Editions, 1998.

## Prix
- 1986 :  Prix Yellow-Kid de l'auteur étranger, pour l'ensemble de son œuvre